# Albanchez de Mágina
Albanchez de Mágina é um município da Espanha na província de Jaén, comunidade autónoma da Andaluzia, de área 38,87 km² com população de 1.397 habitantes (2004) e densidade populacional de 35,94 hab/km².

## Demografia
| Variação demográfica do município entre 1991 e 2004 | Variação demográfica do município entre 1991 e 2004 | Variação demográfica do município entre 1991 e 2004 | Variação demográfica do município entre 1991 e 2004 |
| --------------------------------------------------- | --------------------------------------------------- | --------------------------------------------------- | --------------------------------------------------- |
| 1991                                                | 1996                                                | 2001                                                | 2004                                                |
| 1664                                                | 1540                                                | 1446                                                | 1397                                                |